# Mei Lanfang

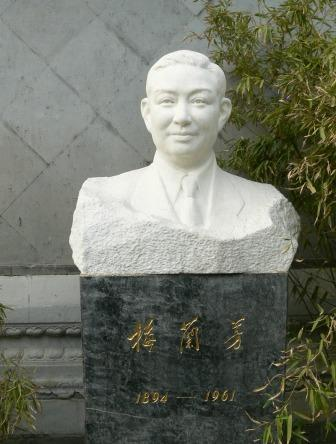
Mei Lanfang

Mei Lanfang (xinès tradicional 梅蘭芳, xinès simplificat 梅兰芳; pinyin: Méi Lánfāng) és un cèlebre cantant especialitzat en papers femenins dan d'Òpera xinesa nascut el 22 d'octubre del 1894 i mort el 8 d'agost de 1961. El seu nom autèntic era Méi Lán (xinès: 梅瀾). Se'l considera un dels Quatre Grans Dan de l'època daurada de l'Òpera de Pequín (Mei, Shang Xiaoyun, Cheng Yanqiu i Xun Huisheng.

## Biografia
Va néixer en una família d'actors d'òpera. La seva especialització en papers femenins li va significar certa marginació per no ser una activitat socialment ben vista. A poc a poc es va anar obrint camí. Va ser conegut a Occident, ja que va visitar els Estats Units on va actuar amb èxit. Moltes celebritats van reconèixer el seu mèrit: Bertolt Brecht, Charlie Chaplin, Sergei Eisenstein...
Es va casar amb una altra estrella de l'òpera, la també famosa, Meng Xiaodong (segons de quina biografia es tracta, només eren amants). El director Chen Kaige basa una pel·lícula en la seva biografia: Mei Lanfang (梅兰芳) i en anglès Forever Enthralled, però ja abans li va retre un homenatge en l'obra Adéu a la meva concubina (霸王别姬, Bawang bie ji).